# تفجيرات الكويت 1983
تفجيرات الكويت 1983 هي هجمات على ست منشآت أجنبية وكويتية رئيسية في 12 ديسمبر 1983 أي بعد شهرين من تفجير ثكنة بيروت عام 1983. كان الهجوم المنسق لمدة 90 دقيقة على سفارتين والمطار الرئيسي للبلاد ومصنع البتروكيمياويات أكثر وضوحا على الأضرار التي كان يقصد أن تسببها مما كان قد دمر فعلا. ما كان يمكن أن يكون «أسوأ حلقة إرهابية في القرن العشرين في الشرق الأوسط» قتل ستة أشخاص فقط بسبب التوقيت الخاطئ لإطلاق القنابل.
إن مرتكبي التفجيرات غير معروفين ولكنهم يزعم أنهم مرتبطون بجمهورية إيران الإسلامية. الدافع وراء التفجيرات لمعاقبة الكويت وأمريكا وفرنسا على مساعدتهم العسكرية والمالية للعراق في الحرب الإيرانية العراقية.

## التفجيرات
في 12 ديسمبر 1983 اقتحمت شاحنة محملة ب 45 اسطوانة كبيرة من الغاز متصلة بالمتفجرات البلاستيكية البوابات الأمامية للسفارة الأمريكية في مدينة الكويت وصدمت المرفق الإداري من السفارة المكون من ثلاثة طوابق وهدمت نصف المبنى. دمر التفجير النوافذ والأبواب في المنازل والمحلات البعيدة.
قتل خمسة أشخاص فقط (فلسطينيين وكويتيين وسوري واحد) ويرجع ذلك إلى حد كبير إلى أن السائق لم يضرب مبنى المستشارية المكتظ بالسكان والأهم من ذلك أنه لم يشعل سوى ربع المتفجرات. قال دبلوماسي أمريكي للصحفي روبن رايت: «إذا كان كل شيء قد انطلق فهذا المكان كان موقف للسيارات».
حدثت خمس انفجارات أخرى خلال ساعة. بعد ساعة انفجرت سيارة كانت متوقفة أمام السفارة الفرنسية مما أدى إلى ثقب ضخم يبلغ 30 قدما في الجدار الأمني بالسفارة. لم يقتل أحد ولم يصب سوى خمسة أشخاص.
كان الهدف هو الحصول على أقوى انفجار في مصفاة النفط الرئيسية في الكويت ومحطة تحلية المياه ومصنع الشعيبة للبتروكيماويات. 150 اسطوانة غاز على شاحنة تحمل 200 اسطوانة انفجرت على بعد 150 متر من مصفاة رقم 2 وعلى بعد أمتار قليلة من كومة عالية الاشتعال من المواد الكيميائية. لو كان هذا التفجير ناجحا كان من شأنه أن يشل الإنتاج النفطي لأحد أكبر مصدري النفط في العالم وأغلق معظم إمدادات المياه في البلاد.
انفجرت سيارات مفخخة أخرى في برج المراقبة في مطار الكويت الدولي ومركز مراقبة الكهرباء ومقر سكن الموظفين الأميركيين في شركة رايثيون التي كانت تقوم بتركيب نظام صاروخي في الكويت. انفجرت قنبلتان في رايثيون الأولى كانت تهدف إلى جلب السكان إلى الخارج والثاني لتقتلهم. فشلت المحاولة لأن السكان لم يظهروا. قتل فني مصري في انفجار برج المراقبة ولكن لم تسفر أي من التفجيرات الأخرى عن مقتل أي شخص.
كان تفجير السفارة الأمريكية في وقت مبكر من التفجير الانتحاري في الشرق الأوسط جنبا إلى جنب مع تفجيرات حزب الله للسفارة الأمريكية والثكنات البحرية في لبنان في وقت سابق من ذلك العام.

## المسئولية
جماعة الجهاد الإسلامية اللبنانية وحزب الدعوة الإسلامية في ذلك الوقت شاركا في التفجير. بعد وقت قصير من التفجيرات دعت الجهاد الإسلامية السلطات الكويتية إلى تحمل المسؤولية عن الانفجار. أخذت الدعوى بجدية بعد أن أبلغ متصل بأن هناك «قنبلة سابعة» تم التحقق منها من خلال اكتشاف سيارة ملغومة أمام مكتب الهجرة.
ربطت الدعوة الإسلامية التفجير عندما تم العثور على بقايا الإبهام البشري وتم التعرف على بصمة الإبهام على أنه من رعد مرتن عجيل وهو عضو عراقي شيعي يبلغ من العمر 25 عاما من الدعوة. في نهاية المطاف تم محاكمة 21 متهما آخرين (17 اعتقلوا في مطاردة في جميع أنحاء البلاد و4 حوكموا غيابيا). بعد محاكمة مدتها ستة أسابيع حكم على ستة أشخاص بالإعدام (ثلاثة منهم غيابيا) وسبعة منهم بالسجن مدى الحياة وسبعة بالسجن ما بين خمس سنوات وخمس عشرة سنة. من بين المدانين من قبل المحكمة في الكويت في فبراير 2007 جمال جعفر محمد عضو البرلمان العراقي والقائد العسكري لقوات الحشد الشعبي متهم بالقيام بدور عميل إيراني في العراق. يعتبر أبو مهدي المهندس من كتائب حزب الله مهندس الهجمات.

## الدافع
يقول بعض المحللين أن التفجيرات كانت من عمل إيران بالتعاون مع الحلفاء الشيعة من العراق ولبنان. قدمت الكويت دعما كبيرا للعراق في الحرب العراقية الإيرانية من 1980 إلى 1988. بين عامي 1983 و1984 قدمت الكويت 7 مليارات دولار كمساعدات مالية تلتها المملكة العربية السعودية في مساعدة العراق. كان من شأن الدمار الهائل والخسائر في الأرواح في الكويت أن يكونا مثالا يحتذى به لغيرهم من الدول الفقيرة كما ساعدت العراق في مكافحة جاره الإسلامي الثوري الأكبر غير العربي المناهض للنظام الملكي. في عام 1985 قدمت الدول العربية في الخليج العربي للعراق مساهمات مالية بلغ مجموعها ما يتراوح بين 40 و50 مليار دولار.
يعتقد أن الأمريكيين والفرنسيين كانوا أهدافا في الكويت بسبب مساعدتهم للعراق وعدم تقديم المساعدة إلى إيران. كانت أمريكا قد أوقفت جميع شحنات الأسلحة إلى إيران وقدمت ملياري دولار من الائتمان التجاري إلى العراق في «عملية قوية» في عام 1983.

## الرد
قيل أن التفجيرات فاجئت الحكومة الكويتية تماما وتركتها مندهشة ومرتعبة وهزت جوهرها أن مثل هذه العملية الإرهابية المنظمة تنظيما جيدا يمكن أن تحدث تحت أنوفهم. تحولت الأمة المريحة حتى الآن إلى «دولة شرطة» مع عمليات استطلاع للعمال الأجانب والعديد من حواجز الطرق وعمليات التحقق من الهوية ورجال الحرس بموجب أوامر «إطلاق النار على كل من رفض التوقف أو التفتيش».

## الضغط على الكويت لتحرير المفجرين
من بين الكويتين السبعة عشر كان 12 عراقيا في الدعوة و3 لبنانيين. أحدهم مصطفى بدر الدين الذي حكم عليه بالإعدام. كان أيضا ابن عم وصهر أحد كبار ضباط حزب الله عماد مغنية. «يقول المحللون: ... هناك شكوك عن مساعدة مغنية وبدر الدين في تخطيط تفجيرات ديسمبر 1983 في الكويت ضد السفارتين الأمريكية والفرنسية هناك....».
ساعد كل من تنظيم حزب الله وجمهورية إيران الإسلامية وموقع مقر الدعوة على تحرير زملائهم الثوريين الشيعة في الكويت.
في لبنان احتجز المتطرفون الشيعة الرهائن الغربيون مثل فرانك ريجير والفرنسي كريستيان جوبيرت مطالبين بالإفراج عن إرهابيي الدعوة باعتباره سعر إطلاق سراح الرهائن. في 27 مارس 1984 بعد إدانة المدعى عليهم من الدعوة هددوا المضيفين بقتل الرهائن إذا ما قامت الحكومة الكويتية بإعدام المسجونين من الدعوة. بعد شهر اختطف الأمريكي بنجامين وير من قبل الجهات الفاعلة التي تطالب بذلك. طالب المفاوض الأنجليكاني تيري وايت من أمير الكويت وحاول الحصول على تأشيرة دخول إلى الكويت. يعتقد أن فشله في إحراز تقدم في تحرير الإرهابيين المدانين هو السبب في اختطاف نفسه وقضاء خمس سنوات كرهينة.
على الرغم من أن المحكوم عليهم بالإعدام يتوجب شنقهم في غضون 30 يوما فإن أمير الكويت لم يوقع على عقوبة الإعدام. تأخرت عمليات الإعدام لسنوات حتى هرب الرجال.

### إيران
وصف المتحدث باسم الحكومة الكويتية عبد العزيز حسين التفجيرات بأنها «أول عملية إيرانية مركزة لتصدير الثورة وزعزعة الاستقرار في الخليج العربي بعد فشل إيران في التسلل إلى الجبهة العراقية». تعرضت الكويت للتهديد بشن مزيد من الهجمات في حال تعرض المدعى عليهم مع بث إذاعة طهران بانتظام تحذيرات من الدعوة بأن الكويت ستواجه «عواقب وخيمة» إذا تعرض الأبطال للمحاكمة.

### حزب الله
على مدى السنوات القليلة الماضية ارتكب حزب الله سلسلة من عمليات الاختطاف والتفجيرات بهدف إجبار الحكومة الكويتية على تحرير سجناء الدعوة. قال الرهينة تيري أندرسون أنه والرهائن الآخرين الذين اختطفوا في بيروت اختطفوا «للحصول على حرية رفاقهم السبعة عشر في الكويت».
ثم لعب المساجين 17 دورا في فضيحة إيران - كونترا حيث عرض مديري إيران كونترا على الكويت إطلاق سراح المساجين كأحد الحوافز العديدة لتحرير الرهائن الأمريكيين في لبنان. ومع ذلك عندما علم رئيس الولايات المتحدة رونالد ريغان بهذا العرض وزعم أنه رد «وكأنه ركل في البطن».

## خطف الطائرات 1984-1988

### الخطوط الجوية الكويتية الرحلة 221
في 3 ديسمبر 1984 اختطف أربعة خاطفين لبنانيين شيعة رحلة جوية للخطوط الجوية الكويتية من مدينة الكويت إلى كراتشي وحولوها إلى طهران. كان طلب الخاطفين هو الإفراج عن المساجين 17 الذي لم يتحقق. خلال فترة المواجهة تم إطلاق سراح النساء والأطفال والمسلمين وأطلق الرصاص على مسؤولين أمريكيين من الوكالة الأمريكية للتنمية الدولية وهما تشارلز هيغنا وويليام ستانفورد وأطلقوا النار على المدرج. ترك العشرات من الركاب على متنها خاصة الأميركيين الذين تعرضوا للتهديد والتعذيب. قال مهندس الطيران البريطاني نيل بيستون لبي بي سي: «كل خمس دقائق كان هناك حادث مخيف ولم يكن هناك أي شيء على الإطلاق». من المفارقات أن الخاطفين أطلقوا بيانا قالوا فيه: «ليس لدينا أي عداوة تجاه أي شخص ونحن لا ننوي إنكار حرية أي شخص أو تخويف أي شخص....» في اليوم السادس من الدراما اقتحمت الطائرة وأفرج عن الرهائن المتبقين. قالت السلطات أنه سيتم تقديمهم للمحاكمة ولكن تم إطلاق سراح الخاطفين والسماح لهم بمغادرة البلاد. اقترح بعض الركاب والمسؤولين تواطؤ إيران في عملية الاختطاف وإنقاذ الرهائن قد أقيم. ادعى أحد الركاب الكويتيين وباكستانيين أن الخاطفين تلقوا أسلحة ومعدات إضافية بمجرد هبوط الطائرة بما في ذلك الأصفاد وحبال النايلون المستخدمة لربط الركاب بمقاعدهم. تساءل أحد المسؤولين الأمريكيين عما إذا كان الاستسلام لم يتم التخطيط له مسبقا: «أنت لا تدعو المنظفين على متن طائرة بعد أن كنت قد زرعت المتفجرات وعدت لتفجير الطائرة وقراءة إرادتك الأخيرة والصيغة».
أعلنت وزارة الخارجية الأمريكية عن مكافأة قدرها 250 ألف دولار للحصول على معلومات تؤدي إلى إلقاء القبض على من تورطوا في عملية الاختطاف ولكنها لم تقم بأي رد عسكري. ربطت تقارير صحفية لاحقا عماد مغنية من حزب الله بالخطف.

### تي دبليو إيه الرحلة 847
في 14 يونيو 1985 اختطفت طائرة تي دبليو إيه الرحلة 847 في طريقها من أثينا إلى روما. كان من بين مطالب الخاطفين الإفراج عن 17 سجين محتجز في الكويت.

### الخطوط الجوية الكويتية الرحلة 422
في 5 أبريل 1988 اختطفت طائرة الخطوط الجوية الكويتية 422 من بانكوك إلى الكويت حيث كان على متنها 111 راكبا وطاقم الطائرة من بينهم ثلاثة من أفراد العائلة المالكة الكويتية. قام ستة أو سبعة لبنانيين بمن فيهم حسن عز الدين وهو سبق له القيام بخطف طائرة تي دبليو إيه الرحلة 847 مسلحين ببنادق وقنابل يدوية بإجبار الطيار على الهبوط في مشهد بإيران وطالبوا بالإفراج عن 17 شيعي في الكويت. بعد 16 يوم والسفر 3,200 ميل من مشهد في شمال شرق إيران إلى لارنكا في قبرص وأخيرا إلى الجزائر هو أطول خطف جوي حتى الآن. قتل الراكبان الكويتيان عبد الله الخالدي (25 عامًا) وخالد أيوب بندر (20 عامًا) بالرصاص على يد الخاطفين وألقوا على المدرج في قبرص. لم تطلق الكويت سراح السجناء 17 كما سمح للخاطفين بمغادرة الجزائر العاصمة.

## محاولة اغتيال الشيخ جابر 1985
بحلول مايو 1985 خطف الجهاد الإسلامي ستة رهائن في لبنان أربعة أمريكيين وفرنسيين وفي 16 مايو أفرجت عن صور لهم متوعدين ب«كارثة مروعة» إذا لم يطلق سراح الإرهابيين المسجونين في الكويت. في 25 مايو 1985 هاجم مفجر انتحاري سيارة موكب الحاكم الكويتي الشيخ جابر الأحمد الصباح مما أسفر عن مقتل حارسين شخصيين ومارة وأسفر عن إصابة الشيخ جابر. أعلنت حركة الجهاد الإسلامي مسؤوليتها وطلبت مرة أخرى إطلاق سراح الإرهابيين.

## فيما بعد
في نهاية المطاف اكتسب السجناء ال 17 الحرية ، حسبما ورد خلال تقرير الغزو العراقي للكويت عندما فر 1300 من السجناء من سجن الصليبية المركزي في الكويت ، وتم احتجاز 15 سجينا من حزب الدعوة ورحلوا إلى إيران من قبل المسؤولين العراقيين. ، وأصر حزب الدعوة في بيان صحفي على أن الهجمات في الكويت ارتكبها عملاء «اختطفتهم» إيران. ، وفي فبراير 2007 أفاد صحفيون بأن جمال جعفر محمد الذي انتخب في البرلمان العراقي في عام 2005 كجزء من فصيل بدر / التحالف العراقي المتحد ، وحكم عليه بالإعدام في الكويت للتخطيط للتفجيرات.

## فهرس
- جابر، هالة. حزب الله: ولد مع الانتقام, نيويورك: مطبعة جامعة كولومبيا، c1997
- رانستورب، ماغنوس، حزب الله في لبنان: سياسة أزمة الرهائن الغربية, نيويورك، مطبعة سانت مارتينز، 1997
- رايت، روبين، الغضب المقدس: غضب الإسلام المسلح, سيمون وشوستر، 2001